# Oelsig
Oelsig è una frazione della città tedesca di Schlieben.

## Amministrazione
La frazione di Oelsig è rappresentata da un sindaco di frazione (Ortsvorsteher).